# Prix du Canada en sciences humaines et sociales
Les Prix du Canada en sciences humaines et sociales (Canada Prize in the Humanities and Social Sciences, en anglais) ont été remis annuellement par la Fédération des sciences humaines à partir de 2017 afin de récompenser les meilleurs livres en français et en anglais publiés dans le domaine des sciences humaines et sociales au Canada grâce au programme d'aide à l'édition savante.
Ces deux prix prennent la relève des prix du Canada en sciences humaines et des prix du Canada en sciences sociales, remis de 2011 à 2017, eux-mêmes héritiers des prix Raymond-Klibansky, du prix Jean-Charles-Falardeau et du prix Harold Adams Innis Prize, remis de 1990 à 2010.

## Description du prix
Ces prix sont remis à des auteurs ayant bénéficié du soutien financier du Prix d’auteurs pour l’édition savante de la Fédération des sciences humaines afin de récompenser les meilleurs livres en français et en anglais publiés dans le domaine des sciences humaines et sociales au Canada. À compter de 2017, deux prix de 5 000 $ sont remis, un prix pour un ouvrage en français et un prix pour un ouvrage en anglais.

## Lauréates et lauréats

### Ouvrages en français
- 2017 - Mylène Bédard, Écrire en temps d'insurrections : Pratiques épistolaires et usages de la presse chez les femmes patriotes (1830-1840) (Presses de l’Université de Montréal)[3]
- 2018 - Alex Gagnon, La communauté du dehors : Imaginaire social et crimes célèbres au Québec (XIXe – XXe siècle) (Presses de l'Université de Montréal)[4]
- 2019 - Denys Delâge et Jean-Philippe Warren, Le piège de la liberté. Les peuples autochtones dans l’engrenage des régimes coloniaux (Boréal)[5]
- 2020 - Michel Bouchard, Guillaume Marcotte et Sébastien Malette, Les Bois-Brûlés de l’Outaouais. Une étude ethnoculturelle des Métis de la Gatineau (Presses de l'Université Laval)

### Ouvrages en anglais
- 2017 - Arthur J. Ray, Aboriginal Rights Claims and the Making and Remaking of History (McGill-Queen's University Press)[6]
- 2018 - E.A. Heaman, Tax, Order, and Good Government: A New Political History of Canada, 1867-1917 (McGill-Queen’s University Press)
- 2019 - Allan Downey, The Creator’s Game: Lacrosse, Identity, and Indigenous Nationhood (UBC Press)[5]
- 2020 - Wendy Wickwire, At the Bridge: James Teit and an Anthropology of Belonging (UBC Press)